# Vale de Madeira
Vale de Madeira is een plaats (freguesia) in de Portugese gemeente Pinhel en telt 146 inwoners (2001).